# Insect Molecular Biology
Insect Molecular Biology (ISSN: 0962-1075) — британский научный журнал орган Королевского энтомологического общества Лондона, посвящённый проблемам молекулярной биологии, геномики и протеомики насекомых и некоторым другим вопросам энтомологии. Основан в 1993 году.

## История
Журнал основан в 1993 году.
Индекс цитирования (импакт фактор) равен 2.568 (2008). В 2009 году среди энтомологических журналов занимал 5 место (из 74, согласно ISI Journal Citation Reports Ranking), а в разделе журналов по биохимии и молекулярной биологии — 144 (283). В 2010 году вышел 19 том.

## ISSN
- Print ISSN: 0962-1075
- Online ISSN: 1365—2583